# پارک ملی آواش
پارک ملی آواش (انگلیسی: Awash National Park) یک پارک ملی در کشور اتیوپی است که در سال ۱۹۶۶ تشکیل شده و ۷۵۶ کیلومتر مربع مساحت دارد.
اکثر مساحت این پارک توسط علفزار و آکاسیا پوشانده شده و رود آواش از جنوب آن عبور میکند.

## جانواران
- تیزشاخ آفریقای شرقی
- دیک‌دیک
- کودوی کوچک
- کودوی بزرگ
- گراز زگیل‌دار
- بابون زیتونی
- بابون مقدس
- ۴۵۳ گونه از پرندگان همچون شترمرغ شمال آفریقا

## نگارخانه

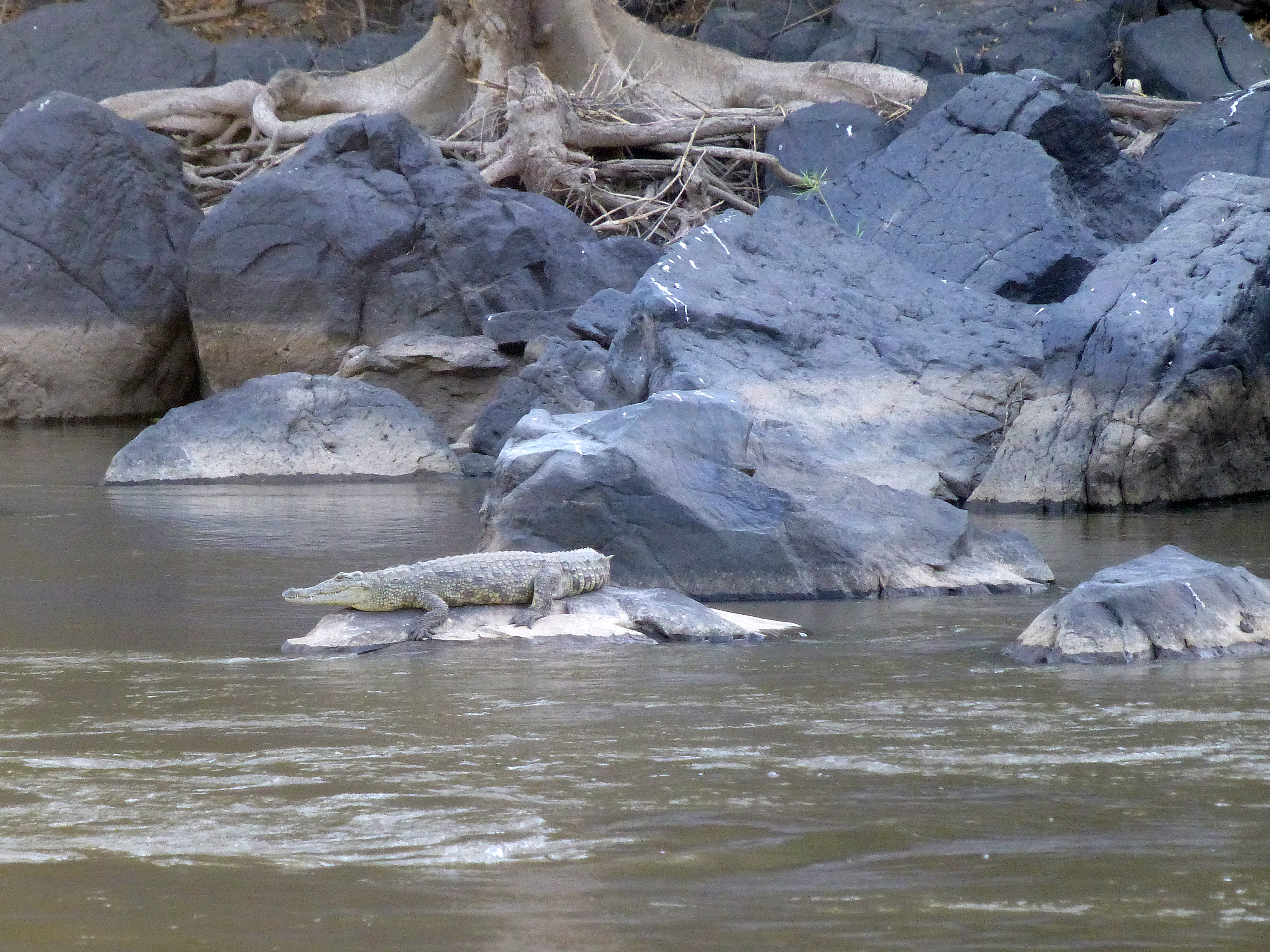
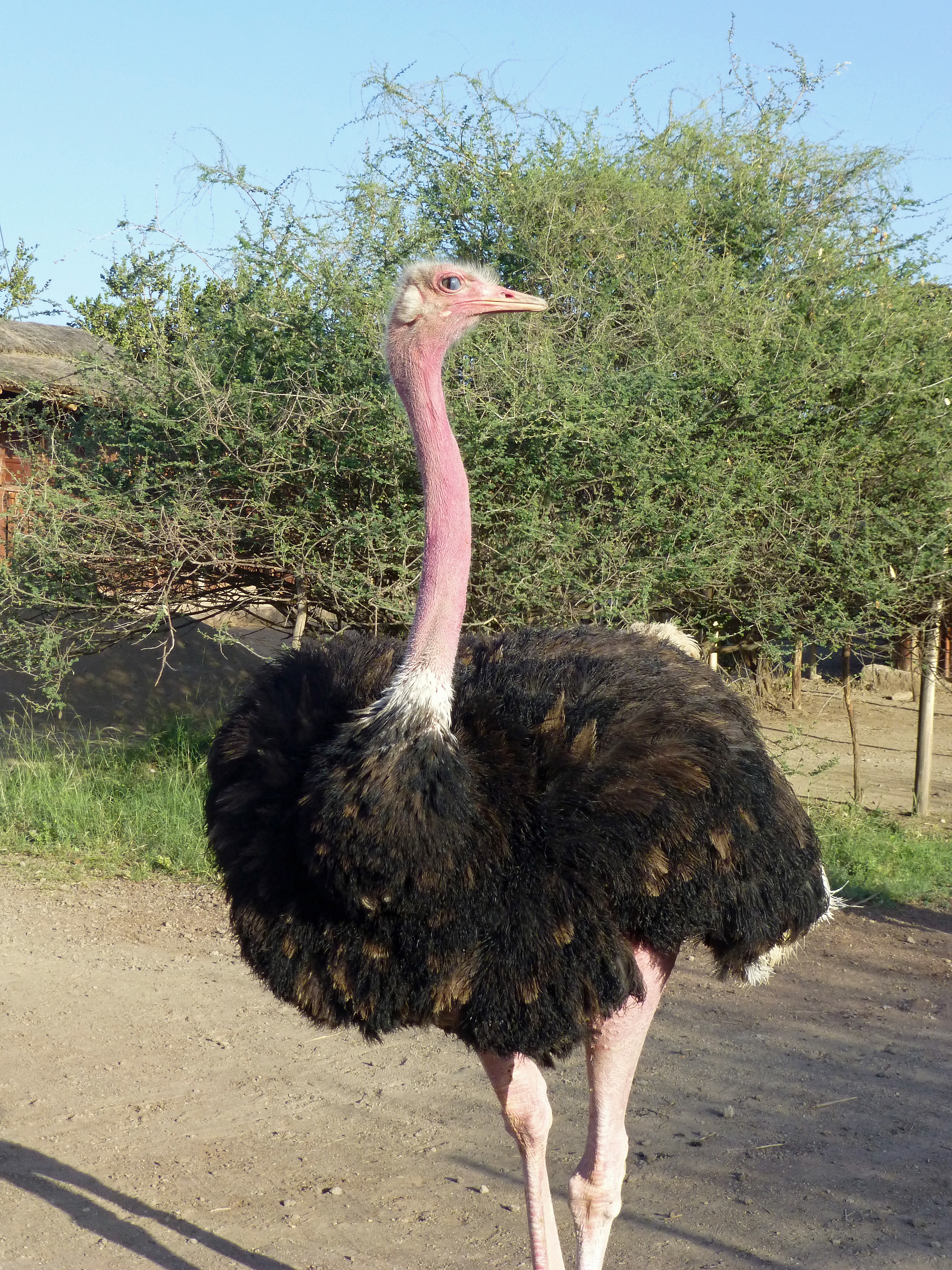
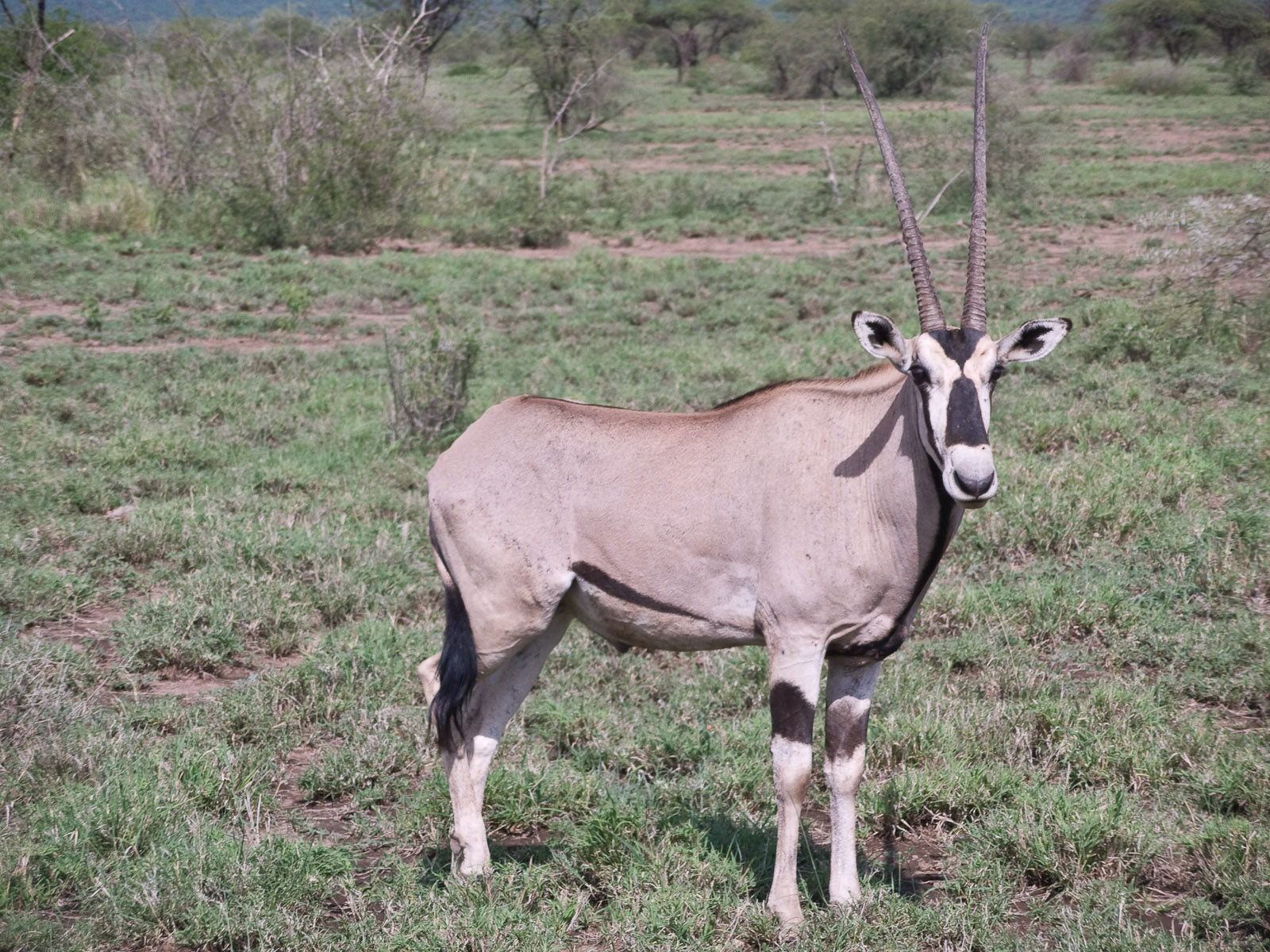
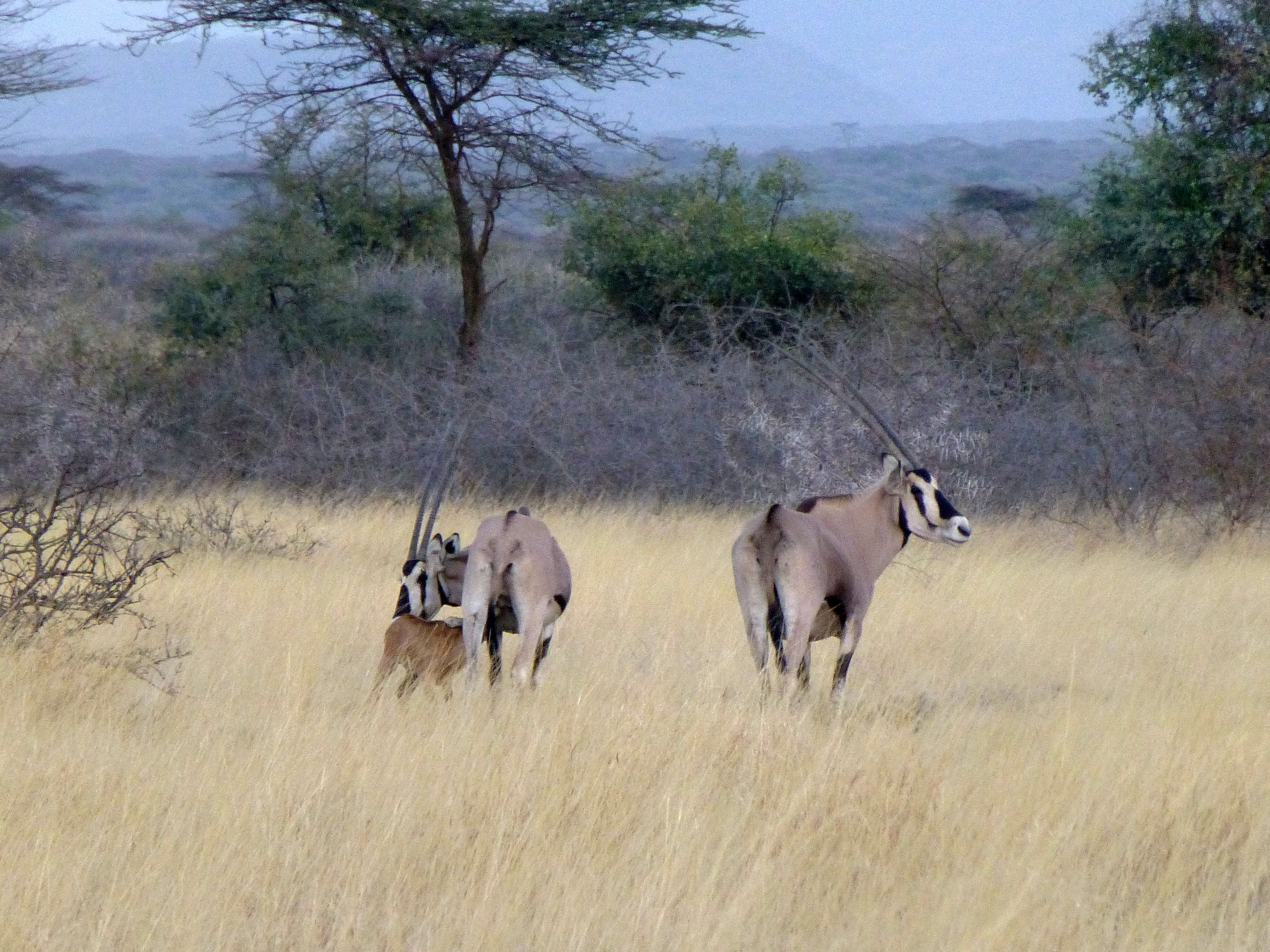